# Varga Edith
Varga Edith (Madaras, 1931. szeptember 5. – 2020. június 9.) magyar egyiptológus, muzeológus, egyetemi tanár. 

## Élete
A Bács–Bodrog megyei Madaras községben született 1931-ben, majd a II. világháború után, 1949-ben érettségizett Budapesten, a Knézich utcai Rozgonyi Piroska Gimnáziumban. Mivel abban az évben az egyetemi felvételije nem sikerült, így gyors- és gépírást tanult, majd átmenetileg a Metalimpex Vállalatnál vállal munkát, miközben a következő évi felvételi vizsgájára készült.
1950-ben a sikeres vizsgák után felvételt nyert az ELTE Bölcsészettudományi Karára, ahol kezdetben muzeológiát tanult. Dobrovits Aladár egyiptológia témájú előadásai hatására érdeklődése mindinkább az ókori Egyiptom felé fordult; és végül szakot váltott, egyiptológiát kezdett tanulni, továbbá akkád és asszír nyelveket, valamint ókori keleti régészetet. Az egyiptomi vallás különösképpen érdekelte. Szakdolgozata témáját is a vallás-mitológia területéről választotta az egyiptomi világteremtési mítoszokról, majd 1955-ben sikeres államvizsgát tett.
Diplomája megszerzése után 1956-tól 1994-ig dolgozott a Szépművészeti Múzeumban, ahol 1974-től az Egyiptomi Osztály vezetője majd 1988-1992 között a múzeum főigazgató-helyettese volt.

## Szakmai sikerei
Gyakornokként került a budapesti Szépművészeti Múzeumhoz 1954-ben, ahol az antik gyűjtemények osztályán az ókori egyiptomi gyűjteménnyel foglalkozott. 
1959-ben első egyiptomi tanulmányútja során a Szépművészeti Múzeum megbízásából műtárgyakat vásárolt Egyiptomban a múzeum ókori egyiptomi gyűjteményének bővítésére.
Számos nemzetközi konferencián, kongresszuson, valamint hazai és külföldi tudományos társaságok fórumain tartott előadásokat. 
A magyar egyiptológia kiválóságaival együtt 1964-ben részt vett az UNESCO által szervezett egyiptomi leletmentő akcióban, mely nemzetközi tudományos összefogással az asszuáni Nagy Gát megépítése miatt veszélybe került műemlékek megmentését tűzte ki céljául nemzetközi tudományos összefogással. A magyar régészeti csapat a núbiai leletek mentésében végzett kiemelkedő munkát, melyre szeretettel emlékeznek az asszuáni Núbiai Múzeumban.
Részt vett a következő egyiptológus-generációk egyetemi képzésében az ELTE Bölcsészettudományi Karának Egyiptológiai Tanszékén. 
A Szépművészeti Múzeumban három állandó egyiptomi kiállítás rendezett meg (1956, 1972, 1985), illetve vendégkiállításokat szervezett a berlini Állami Múzeumok egyiptomi anyagából (1963, 1975, 1980), melyek nagy közönségsikert arattak.
Fő kutatási témáját az egyiptomi fejalátétek (hypokephalok) alkották: ebből a témából írt tudományos munkájával szerezte meg a történettudomány (egyiptológia) kandidátusi akadémiai fokozatát. 
1970-ben jelent meg Kákosy Lászlóval közösen írt könyve, az Egy évezred a Nílus völgyében, illetve 1998-ban jelent meg Napkorong a fej alatt című könyve az Akadémiai Kiadónál, ami, az egyiptomi fejalátétek, mint kultusztárgyak kialakulásával és történeti fejlődésével foglalkozott.
A következő években részt vett a Szépművészeti Múzeum Egyiptomi Osztályán, az ókori egyiptomi gyűjtemény gyarapításában, kiállítások rendezésében, egyiptológiai témájú tudományos kutatásokban, az egyetemi oktatásban. 
A széleskörű ismeretterjesztés elősegítésében is példaértékű volt az elhivatottsága. Cikkek, rádió- és tévés-előadások mellett, sok éven át a TIT Szabadegyetemen és számos más fórumon is szinte élete végéig rendszeresen tartott előadásokat a nagyközönség számára az ókori Egyiptom kultúrájáról.

## Családja
Férje dr. Castiglione László (1927–1984) régész volt. Castiglione az MTA doktora, valamint nemzetközileg ismert és elismert tudós volt, továbbá számos könyve jelent meg (Az ókor nagyjai, Római művészet, Pompeji stb.), melyek széles körben ismertté tették a nevét. Egyetlen fiuk, Castiglione Tamás (1968–1991) tragikus balesetben halt meg.
89 évesen, 2020. június 9-én hunyt el.

## Főbb művei
- Varga Edit–Wessetzky Vilmos: Egyiptomi kiállítás. Vezető; Révai Ny., Bp., 1955, 1961, 1964, 1967
- Egyiptom művészete (Gondolat Kiadó-Képzőművészeti Alap Kiadóvállalata, Bp., 1958)
- Egyiptomi művészet (Steffen Wenig-gel közösen, Szépművészeti Múzeum, Bp., 1963, 1975)
- Varga Edit–Wessetzky Vilmos: Egyiptomi kiállítás. Vezető; 3. átdolg. kiad.; Múzeumi Ismeretterjesztő Központ, Bp., 1967
- Egyiptomi kiállítás (Bp., 1974, 1976)
- Egy évezred a Nílus völgyében (Kákosy Lászlóval, Gondolat Könyvkiadó, Bp., 1970)
- Kopt művészet. A Berlini Állami Múzeumok Korakeresztény és Bizánci Gyűjteményének vendégkiállítása. Szépművészeti Múzeum, 1980; katalógus, bev. Arne Effenberger, kiállításrend., szerk. Varga Edith; Szépművészeti Múzeum, Bp., 1980
- Napkorong a fej alatt. Egy egyiptomi sírmelléklet – a hypokephal – kialakulása; Akadémiai, Bp., 1998 (Apollo könyvtár) ISBN 963-057-541-8

## Fordításai
- Egyiptom: templomok, istenek, fáraók /Alberto Siliotti (eredeti cím: Egitto: templi, uomini e dei; fordította: Varga Edith, Officina '96, Bp., 2009) ISBN 978-963-9705-66-1
- Egyiptom /Matthias Seidel és Regine Schulz; Abd al-Hafár Sedid és Martina Ullmann kiegészítéseivel (eredeti cím: Ägypten; fordította: Székely András, Varga Edith; Vince K., Bp., 2013) ISBN 978-963-303-055-4
- Luxor és a Királyok Völgye: képes kalauz /Kent R. Weeks (eredeti cím: The treasures of Luxor and the Valley of the Kings; fordította: Varga Edith, Endreffy Katalin; Geographia, Bp., 2006) ISBN 963-9547-52-2
- Az ókori Róma: birodalom, mely egykor a világ ura volt /Anna Maria Liberati, Fabio Bourbon; fényképek: Roberta Vigone, Monica Falcone (eredeti cím: Roma antica – storia di una civiltà che conquistò il mondo; fordította: Varga Edith; Officina '96, Bp., 1996) ISBN 963-9026-02-6
- A hieroglif írás az ókori Egyiptomban /Aidan Dodson (eredeti cím: The hieroglyphs of ancient Egypt; fordította: Varga Edith, Endreffy Kata; Officina '96, Bp., 2005) ISBN 963-9464-72-4
- Hellasz: a nyugati kultúra bölcsője /Furio Durando; fotók: Antonio Attini, (eredeti cím: Antica Grecia; fordította: Varga Edith és Király Zsuzsa; Officina '96; Bp., 1995) ISBN 963-9026-07-7
- Egyiptom kincsei. A kairói Egyiptomi Múzeum gyűjteményéből; főszerk. Francesco Tiradritti, fotó Araldo de Luca, magyar kiadást szerk. Székely András, ford. Varga Edith; Officina '96, Bp., 2001
- A kairói Egyiptomi Múzeum képes kalauza; szerk. Alessandro Bongioanni, Maria Sole Croce, Laura Accomazzo, bev. Zaki Hawasz, fotó Araldo De Luca, ford. Varga Edith, Endreffy Kata; Geographia, Bp., 2003